# Phantastische Tierwesen: Grindelwalds Verbrechen
Phantastische Tierwesen: Grindelwalds Verbrechen (Originaltitel: Fantastic Beasts: The Crimes of Grindelwald) ist ein britisch-US-amerikanischer Fantasyfilm von David Yates, der am 15. November 2018 in die deutschen und am darauffolgenden Tag in die österreichischen sowie US-amerikanischen Kinos kam. Es handelt sich um eine Fortsetzung des Films Phantastische Tierwesen und wo sie zu finden sind aus dem Jahr 2016 und ist der zweite Film in der Phantastische-Tierwesen-Filmreihe.

## Handlung
New York, 1927: Der im Jahr zuvor gefangengenommene Gellert Grindelwald soll nach Europa überführt werden, um dort abgeurteilt zu werden, kann aber entkommen. Drei Monate später will sich Newt Scamander im britischen Zaubereiministerium einer Anhörung stellen. Weil durch ihn halb New York City zerstört worden ist, wurde der Magizoologe vom Zaubereiministerium mit einem Ausreiseverbot belegt. Er begegnet Leta Lestrange, einer alten Schulfreundin aus Hogwarts, die nun die Verlobte seines Bruders Theseus ist. Bei der Anhörung erfährt er, dass der totgeglaubte Credence Barebone, der einen gefährlichen Obscurus, eine mächtige schwarze Energie, in sich trägt, noch am Leben ist und sich in Paris aufhält. Newt soll fortan für das Zaubereiministerium in der Abteilung arbeiten, für die auch sein Bruder Theseus tätig ist, und Credence aufspüren und töten, wenn er England wieder verlassen will. Diese Bedingung lehnt Newt jedoch ab, weil er als Magizoologe fasziniert ist von fremdartigen Kreaturen und sie nicht als Bedrohung betrachtet. Daher übernimmt statt seiner Grimmson den Auftrag, den dunklen Zauberer und Credence in Paris aufzuspüren.
Anschließend wird Newt von Albus Dumbledore aufgesucht, der ihn überredet, trotz seines Ausreiseverbots nach Paris zu gehen, wo Credence auf der Suche nach seiner Familie ist. Dumbledore weiß nicht, ob der junge Zauberer mit seinem Obscurus in Gefahr oder vielmehr eine Gefahr für andere ist. In seiner Londoner Wohnung bekommt Newt unerwarteten Besuch von seinen amerikanischen Freunden Queenie Goldstein und Jacob Kowalski. Von ihnen erfährt er, dass Queenies Schwester Tina nun mit einem Auror zusammen ist. Nach einem Streit mit Jacob verlässt Queenie London und sucht ihre Schwester in Paris. Newt und Jacob folgen ihr über einen illegalen Portschlüssel.
In Paris arbeitet Credence für einen Zauberzirkus. Dort hat er sich mit Nagini angefreundet, einem gefangen gehaltenen Maledictus, die die Attraktion des Zirkus ist. Jede Nacht verwandelt sie sich in eine Schlange, bis sie sich eines Tages nicht mehr zurückverwandeln wird. Durch einen von Credence verursachten Zwischenfall gelingt ihm mit Nagini die Flucht. Auf der Suche nach seiner Mutter sucht Credence die Halbelfin Irma auf. Hier wird er von Grimmson aufgespürt, der Irma tötet, woraufhin Credence seinen Obscurus entfesselt. Tina trifft sich mit Yusuf Kama, der ebenfalls Credence sucht. Newt und Jacob folgen Yusuf zu Tina, nur um sich anschließend mit ihr im Kerker wiederzufinden. Newt, Jacob und Tina können sich mit Hilfe von Bowtruckle Pickett befreien. Nachdem Queenie durch Paris geirrt ist und Tina nicht finden konnte, wird sie zu Grindelwald geführt, der sie von seinen Ideen überzeugen kann.
Newt und Tina infiltrieren das französische Zaubereiministerium, um an Dokumente zu Credence’ Identität heranzukommen, wo sie von Leta gestellt werden. Jacob hat zwischenzeitlich vom Alchemisten Nicolas Flamel erfahren, dass Queenie sich auf dem Friedhof Père-Lachaise befindet. Newt und Tina begeben sich zusammen mit Leta ebenfalls zum Friedhof, um dort weiter nach den Dokumenten zu suchen. Als alle in der Krypta der Familie Lestrange zusammentreffen, erzählt Leta, die sich als Halbschwester von Yusuf entpuppt, dass sie bei der Überfahrt nach Amerika ihren Bruder gegen ein anderes Baby ausgetauscht hat – Credence. Demnach weiß sie nicht, wer dessen wahre Eltern sind. Ihr wahrer Bruder ist beim Untergang des Schiffes ertrunken.
Währenddessen hält Grindelwald unter dem Friedhof eine Versammlung ab. In seiner Rede zeigt er den dort versammelten reinblütigen Zauberern aus aller Welt, dass die Ziele der Nichtmagier nicht nobel sind. Eine Zukunftsvision des Zweiten Weltkriegs und einer Atombombe unterstreicht seine Rede. Als Auroren des britischen Zaubereiministeriums auf der Versammlung erscheinen und Grindelwald festnehmen wollen, beschwört der dunkle Zauberer einen Kreis aus Dämonsfeuer, in den jeder eintreten kann, der seine Gesinnung teilt. Seine Gegner werden von diesem jedoch vernichtet. So finden viele Auroren den Tod. Als Leta den Kampf mit Grindelwald aufzunehmen versucht, stirbt auch sie. Nicht nur Credence tritt in diesen Kreis, auch Queenie schließt sich Grindelwald an. Newt, seinem Bruder und Tina gelingt es nur mit der Hilfe von Flamel, gemeinsam das Dämonsfeuer zu löschen, bevor es Paris vernichtet.
In Hogwarts übergibt Newt seinem ehemaligen Lehrer Dumbledore einen Flakon, den er Grindelwald mithilfe seines Nifflers stehlen konnte, die Zerstörung dieses Flakons könnte den Blutpakt des Nichtbekämpfens zwischen Dumbledore und Grindelwald beenden. Dumbledore meint, dass er diesen vielleicht zerstören könne.
Grindelwald hat Queenie und Credence zu sich auf Schloss Nurmengard nach Österreich geholt, wo er versucht, die Zuneigung seines Schützlings zu erlangen. Dort verrät er Credence auch dessen angeblich richtigen Namen: Aurelius Dumbledore.

## Produktion

### Produktionsgeschichte und Stab

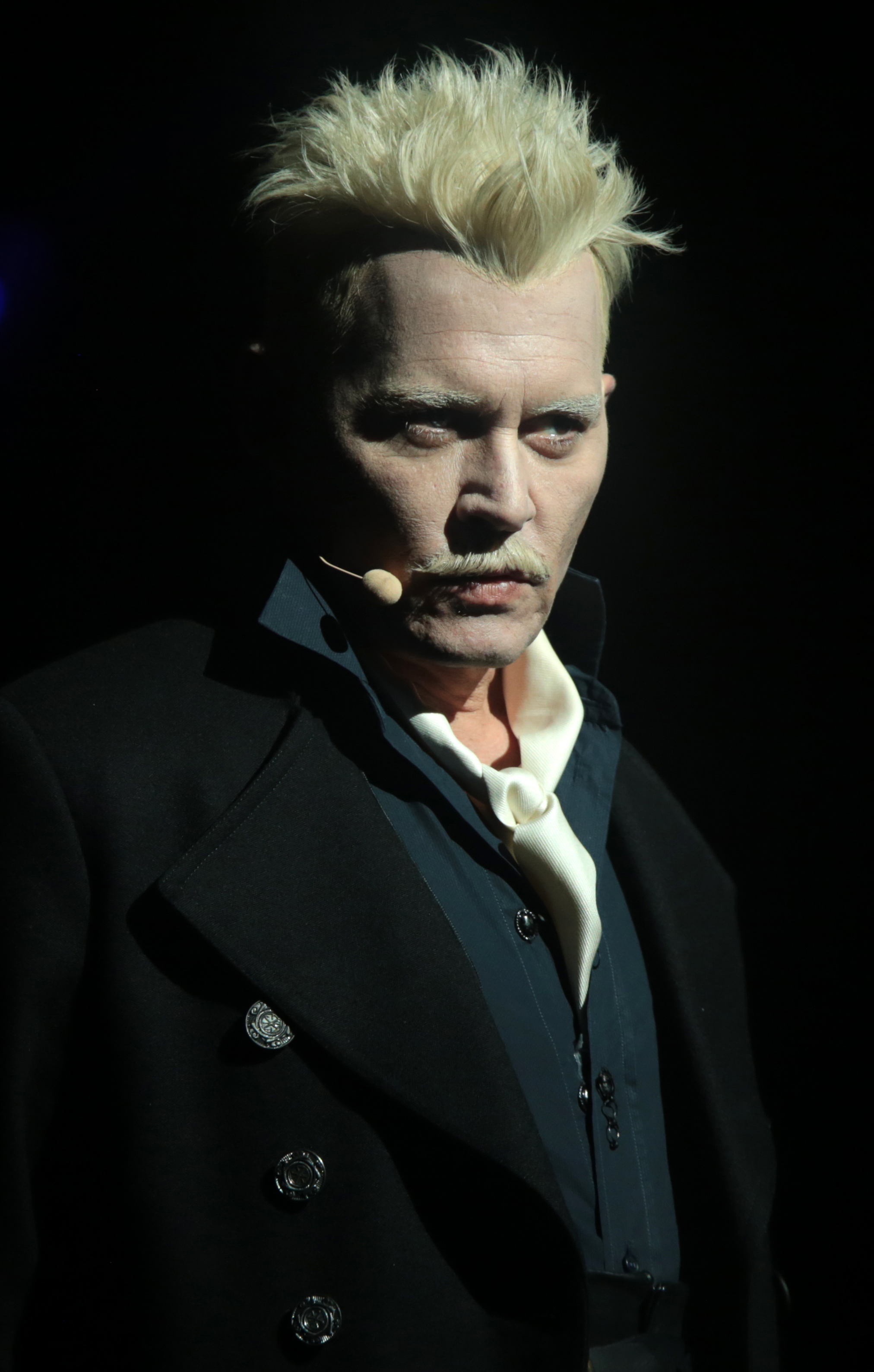
Johnny Depp, hier bei der Comic-Con in San Diego im Juli 2018, spielt die Titelrolle.

Anfang August 2016 bestätigten Warner Bros., nachdem J. K. Rowling dies bereits selbst angekündigt hatte, dass es eine Fortsetzung des Films Phantastische Tierwesen und wo sie zu finden sind geben solle. Auch bei dieser solle David Yates Regie führen. Warner Bros. kündigte zudem an, die Fortsetzung werde sich tiefer in die zunehmend dunkle Zeit für die Zauberwelt hineinbegeben. Im Juli 2016 wurde bekannt, dass Rowling die Arbeiten am Drehbuch zur Fortsetzung bereits abgeschlossen hatte. Yates erklärte im September 2016, zwei Monate vor der Premiere von Phantastische Tierwesen und wo sie zu finden sind, wenn sich die Geschichte fortsetze, wisse er schon, dass man nicht zwangsweise in Amerika bleibe. Lediglich der erste Film der Reihe spiele ausschließlich in den USA, die Fortsetzungen würden sich jedoch auch in anderen Teilen der Welt weiterentwickeln. Im Rahmen eines Fan-Events am 13. Oktober 2016 sagte Rowling, dass sie insgesamt mindestens fünf Filme in der Reihe plane. Im Mai 2017 äußerte sie sich abermals zur Fertigstellung des Drehbuchs. Im Mai 2017 erklärte sie, dass Newts Patronus etwas mit der Handlung zu tun haben werde.
Nach einer Aussage des Szenenbildners Stuart Craig im April 2016 würde der zweite Teil der Filmreihe zu einem großen Teil in Paris spielen. In der Dezember-Ausgabe des Magazins Empire bestätigte Yates dies später. Daneben werde der zweite Teil auch in Großbritannien und nochmals in den USA spielen. Erneut werde im Film Eddie Redmayne in der Rolle des Magizoologen Newt Scamander zu sehen sein, er solle allerdings nicht zwangsläufig im Mittelpunkt der Handlung stehen, wie Produzent David Heyman Ende November 2016 andeutete. Credence Barebone solle zu einer entscheidenden Figur in der Geschichte werden, und auch der jüngere Albus Dumbledore solle im Film eine wichtige Funktion haben. Zudem solle Gellert Grindelwald als Bösewicht agieren. Nach derzeitigen Planungen solle die Rolle der Tierwesen im zweiten Teil kleiner ausfallen, allerdings sei der Auftritt eines noch nicht genauer bestimmten chinesischen Wesens geplant. Zudem verriet Eddie Redmayne Ende November 2016, dass die Titel der Fortsetzungen einem Prinzip ähnlich wie bei der Harry-Potter-Reihe folgen sollten und den Titeln einzig gemein sei, dass sie mit Fantastic Beasts and the … begännen. Im November 2017 verriet Produzent David Heyman in einem Interview mit Entertainment Weekly, worin sich Grindelwalds Verbrechen vom ersten Teil unterscheide und in welchen Punkten er seinen Vorgänger übertreffen solle, so dass man diesmal mit viel mehr zentralen Figuren gearbeitet habe als im ersten Teil: „Der neue Film fühlt sich ganz anders an als der erste. Er hat Thriller-Qualitäten. Und zugleich ist es eine Geschichte über Liebe und Leidenschaft in all ihren Formen – elterlich, romantisch, politisch.“ Zudem solle er dynamischer werden, die Kamera werde viel lebendiger sein und mehr ins Geschehen eintauchen, so Heyman weiter: „Er wird eine viel zeitgenössischere filmische Herangehensweise haben.“

### Besetzung

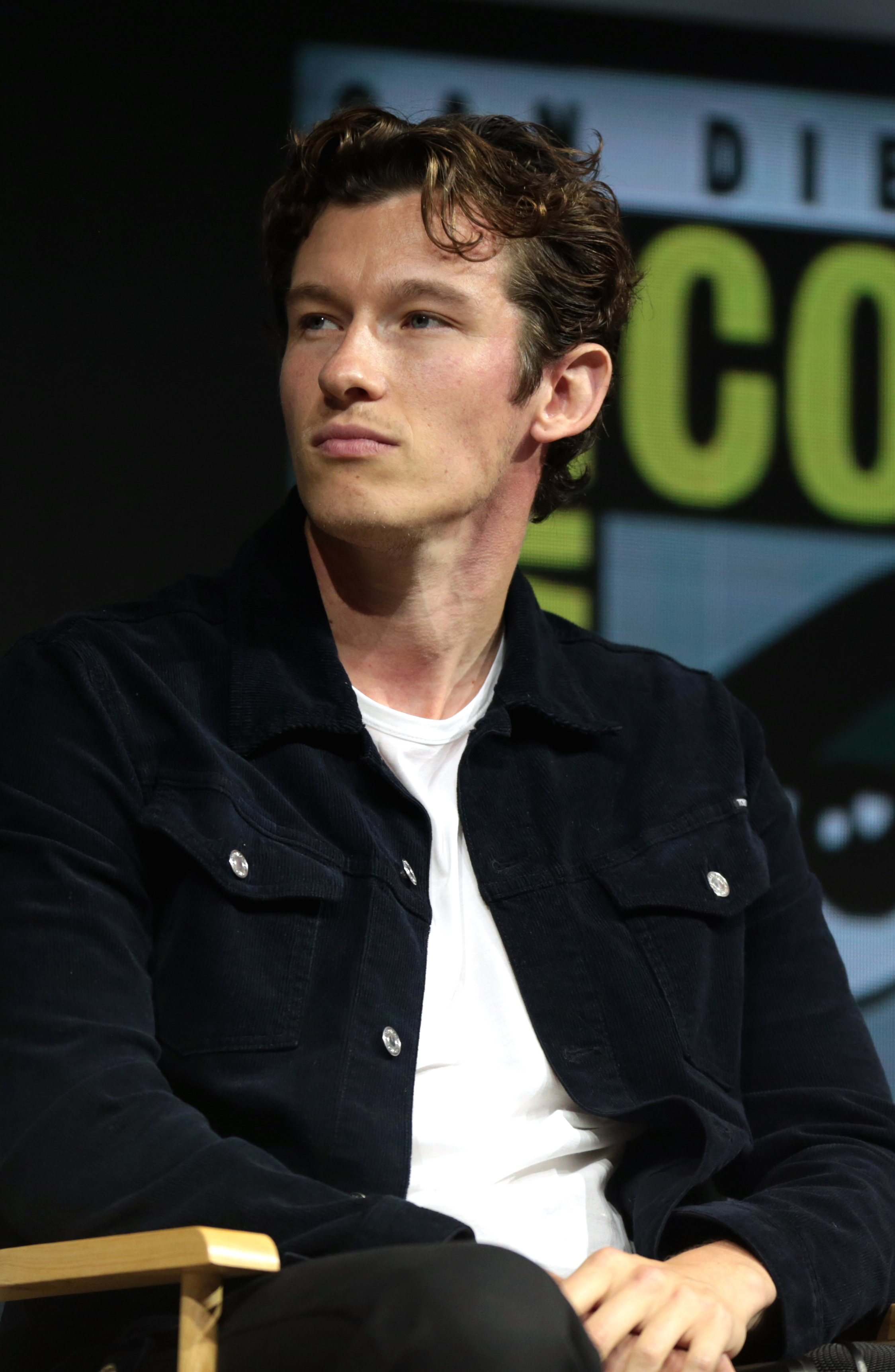
Die Rolle des Theseus Scamander wurde mit Callum Turner besetzt.

Anfang November 2016 wurde bekannt, dass Johnny Depp im Film Phantastische Tierwesen und wo sie zu finden sind die Rolle von Gellert Grindelwald übernommen hatte; in einem Trailer zum Film war er allerdings nur kurz von hinten zu sehen. In Phantastische Tierwesen: Grindelwalds Verbrechen spielte Depp dann eine größere Rolle. Die Rolle von Newt Scamanders verflossener Liebe Leta Lestrange übernahm Zoë Kravitz, die Tochter des Musikers Lenny Kravitz und der Schauspielerin Lisa Bonet. Im April 2017 wurde bekannt, dass Jude Law die Rolle des jungen Albus Dumbledore übernehmen solle. In den Originalfilmen wurde die Rolle zunächst von Richard Harris und später von Michael Gambon gespielt. Ebenfalls im April 2017 wurde bekannt, dass der britische Schauspieler Callum Turner die Rolle von Newt Scamanders älterem Bruder Theseus Scamander übernehmen solle. Zu den weiteren Mitgliedern der Besetzung gehörten William Nadylam, der einen Zauberer namens Yusuf Kama spielt, Ingvar Sigurdsson als ein Kopfgeldjäger namens Grimmson, Kevin Guthrie als Abernathy, der Boss von Tina und Queenie beim MACUSA, und Ólafur Darri Ólafsson als Skender, der einen Zauberzirkus leitet. Claudia Kim spielte Nagini, eine junge Frau, die in dessen Zirkus eine Attraktion ist. Als ein sogenannter Maledictus leidet sie unter einem Blutfluch, der sie zwingt, sich in eine Schlange zu verwandeln, ähnlich wie bei Animagi oder Werwölfen. Derek Riddell ist im Film in der Rolle einer Figur namens Torquil Travers zu sehen. Der dänisch-japanische Schauspieler David Sakurai war für die Rolle von Krall, einem ehrgeizigen Schergen von Grindelwald, vorgesehen. Der mexikanische Schauspieler Brontis Jodorowsky spielte im Film Nicolas Flamel, einen angesehenen Alchemisten, der gemeinsam mit Albus Dumbledore an Alchemieprojekten arbeitete. Victoria Yeates spielte eine Figur mit dem Namen Bunty. Im November 2017 erklärte Carmen Ejogo, die im Film abermals als Seraphina Picquery zu sehen ist, dass ihre Rolle in der Fortsetzung kleiner ausfalle. Durch die Veröffentlichung des finalen Trailers im September 2018 wurde die Rückkehr von Jamie Campbell Bower bekannt. Dieser hatte zuvor bereits in Harry Potter und die Heiligtümer des Todes – Teil 1 die Rolle des jungen Gellert Grindelwald gespielt. Außerdem ist Fiona Glascott als Minerva McGonagall zu sehen.

### Dreharbeiten und Filmmusik

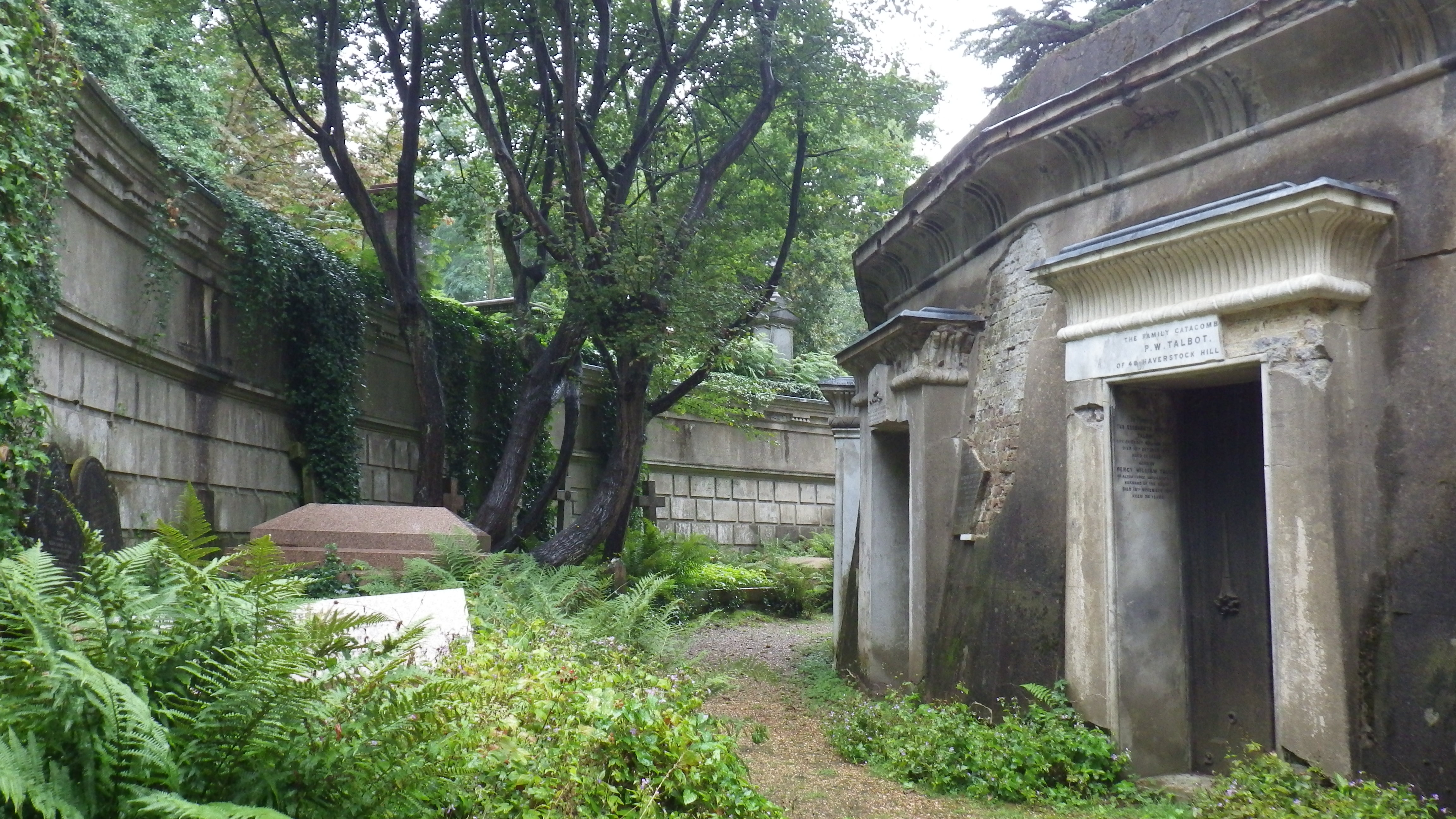
Der Highgate Cemetery in London diente dem Eingang zu den Grabkammern des Friedhofs Père-Lachaise und zu den Katakomben von Paris als Kulisse.

Die Dreharbeiten wurden am 3. Juli 2017 in den Warner Bros. Studios, Leavesden begonnen, wo bereits der erste Film der Reihe zu großen Teilen gedreht worden war. Im Oktober 2017 drehte man vier Tage lang auf dem Highgate Cemetery in London. Im Film dienten die Aufnahmen dem Eingang zu den Katakomben von Paris als Kulisse. Am 20. Dezember 2017 wurden die Dreharbeiten beendet. Als Kameramann fungierte wie beim ersten Teil der Reihe Philippe Rousselot. Für die Kostüme war ebenfalls wie beim Vorgänger Colleen Atwood verantwortlich.
Die Filmmusik wurde abermals von James Newton Howard komponiert. Der Soundtrack zum Film, der insgesamt 25 Musikstücke umfasst, wurde am 9. November 2018 von WaterTower Music veröffentlicht.

### Marketing und Veröffentlichung
Anfang Oktober 2017 wurde von Warner Bros. erstes Bildmaterial zum Film zur Verfügung gestellt. Dieses zeigte eine von Scamander beantragte Ausreisegenehmigung, die abgelehnt wurde. Dieser Antrag zeigt zudem auch seine Wohnanschrift am Old Sherringford Square in London. Im November 2017 wurde der offizielle Titel des Films Phantastische Tierwesen: Grindelwalds Verbrechen bekanntgegeben. Mitte März 2018 wurde ein erster Trailer zum Film vorgestellt. Ende Mai 2018 wurde das Umschlagbild des Filmdrehbuchs veröffentlicht, das den Eiffelturm als zentrales Element zeigt, aber auch den Niffler und das Symbol für die drei Heiligtümer des Todes. Ein zweiter Trailer folgte im Juli 2018 im Rahmen der San Diego Comic-Con International. Der finale Trailer wurde am 25. September 2018 veröffentlicht.
Der Film feierte am 8. November 2018 in Paris seine Weltpremiere und kam am 15. November 2018 in die deutschen und am darauffolgenden Tag in die österreichischen sowie US-amerikanischen Kinos. In Saudi-Arabien wurde der Film ebenfalls ab dem 15. November 2018 gezeigt, womit er einer der ersten Filme war, die nach Jahrzehnten in die dortigen Kinos kamen, nachdem Filmtheater im Land seit den 1980er Jahren verboten waren. Der Film ist in den USA zusammen mit einem sieben Minuten längeren Extended Cut seit dem 15. Februar digital und seit dem 12. März 2019 auf Blu-ray erhältlich. In Deutschland erschien er am 4. April 2019 auf Blu-ray, DVD und auf UHD-Blu-ray, wobei der Extended Cut ausschließlich auf Blu-ray im englischen Originalton enthalten ist.

## Rezeption

### Altersfreigabe
In den USA wurde der Film von der MPAA als PG-13 eingestuft. In Deutschland erhielt er eine Freigabe ab 12 Jahren, in Begleitung der Eltern ab 6 Jahren erlaubt. In der Freigabebegründung heißt es: „Der Film ist temporeich inszeniert und enthält einige Kampf- und Spannungsszenen. Dabei arbeitet er mit einem für Kinder leicht verständlichen Gut-Böse-Schema. Auch sonst haben Kinder ab 12 Jahren keine Probleme, der Handlung zu folgen und sie als irreale Fantasygeschichte einzuordnen. Auch die düsteren und bedrohlichen Szenen mit dem Bösewicht Grindelwald bewegen sich in einem Rahmen, der Zuschauer ab 12 Jahren nicht überfordert.“ Sebastian Ossowski von IGN bemerkt hierzu, Phantastische Tierwesen 2 sei kein Kinderfilm: „Anders als der Auftakt der ursprünglichen Harry-Potter-Reihe, richtet sich Grindelwalds Verbrechen an ein erwachsenes Publikum. Eine Vielzahl von Figuren segnet das Zeitliche und auch um den ein oder anderen grausamen Tod ist der Film nicht verlegen.“

### Kritiken
Insgesamt stieß der Film bei den Kritikern auf geteiltes Echo. So konnte er bisher 36 % der Kritiker auf Rotten Tomatoes überzeugen, die eine durchschnittliche Bewertung von 5,3 vergaben und erhielt auf Metacritic einen Metascore von 52 von 100 möglichen Punkten.
Die Filmkritikerin Antje Wessels erklärt, wenn hier knallend Blitze zuckten und der Regen in Strömen vom Himmel prassele, während Grindelwald ohne Rücksicht auf Verluste in die Dunkelheit entschwinde, dann ahne man, dass der Filmtitel Grindelwalds Verbrechen nicht ohne Bedacht gewählt sei: „Es geht um die Schandtaten eines Schwerverbrechers, deren Ausmaße vielleicht noch nicht ganz an die eines Lord Voldemort heranreichen.“
Wenke Husmann von Zeit Online bemerkt, während die Autorin es im ersten Teil geschafft habe, eine schlüssige Geschichte um eine Handvoll Figuren zu erfinden, vernachlässige sie diese im zweiten Teil schon beinahe lieblos und fabuliere sich stattdessen tief in die Genealogien etlicher Nebencharaktere hinein. Dem Regisseur sei das ganze Geflecht beim Inszenieren dann zersplintert, so Husmann weiter.

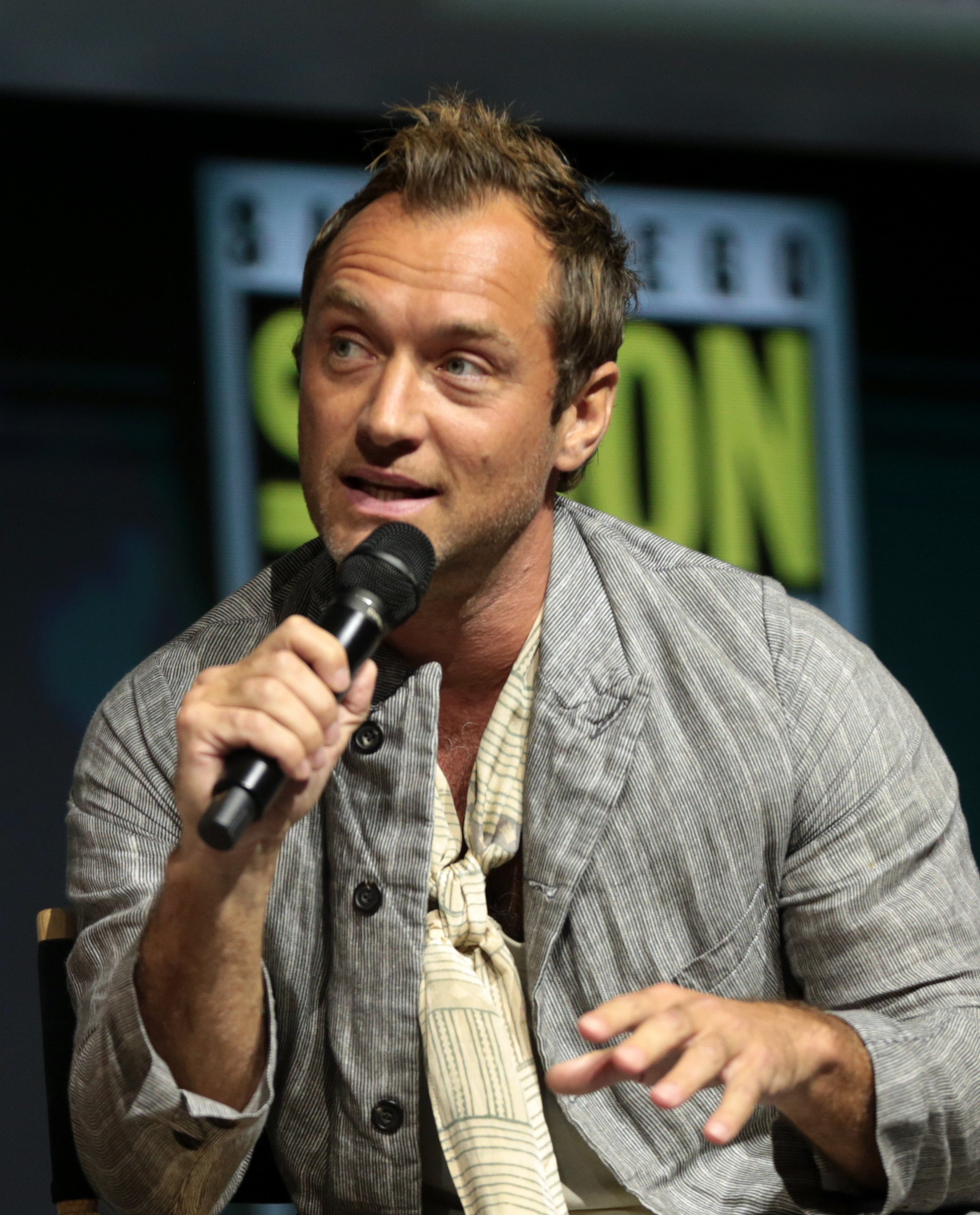
Jude Law spielt im Film den jungen Albus Dumbledore.

Geoffrey Macnab vom Independent meint, wie sein Vorgänger habe The Crimes of Grindelwald einige sehr dunkle Momente, die ihn in das Reich des Fritz-Lang-artigen Film Noir geraten ließen. Regisseur David Yates und sein Team zeigten, wie virtuos ihre Kunstfertigkeit sei, und der Film zeichne sich durch ein erstaunliches Maß an visuellen Details und Erfindergeist aus. Der einzige Nachteil sei, dass J. K. Rowling so viele verschiedene Figuren und Nebenhandlungen eingefügt habe, dass der Erzählfluss manchmal verloren gehe. So werde der Zuschauer von New York nach London und dann weiter nach Paris geschickt, und in einer Montage blicke man in die Zukunft, wo man Ausblicke auf den Zweiten Weltkrieg und auf Atombomben habe. Johnny Depp sei, trotz der Geschehnisse in jüngster Zeit in seinem Privatleben, noch immer ein hervorragender Filmschauspieler, und seine Darstellung von Grindelwald lasse Erinnerungen an seinen alten Mentor Vincent Price in einigen seiner ungewöhnlicheren Rollen wieder aufleben: „Weißhaarig, leise sprechend und mit sehr blasser Haut kleidet er sich schwarz und sieht aus der Ferne wie ein New-Romantic-Popstar aus. In seiner Zurückhaltung und seiner ruhigen Bösartigkeit ist er der absolute Widerspruch von Depps Jack Sparrow in den Pirates of the Caribbean-Filmen.“
Auch Hannah Pilarczyk von Spiegel Online findet, dass der Film unter zu vielen Nebengeschichten und unter Problemen, mit denen Erwachsene wenig anfangen können, leide. Jude Law mache als Albus Dumbledore aber einiges wett, so Pilarczyk weiter: „Law, charismatisch wie schon lang nicht mehr, entwirft Dumbledore nicht nur als Mann mit bereits ansehnlicher Geschichte, sondern auch als Mann mit Begehren. Das verkompliziert seine Gefühle und Motivationen und macht ihn zur einzigen echten Erwachsenenfigur im Ensemble. Wollte man Hoffnungen für den dritten Teil der Reihe aufbringen, würden sie an ihm hängen.“

### Einspielergebnis
Am Startwochenende konnte Phantastische Tierwesen: Grindelwalds Verbrechen mit einem Einspielergebnis von 62 Millionen US-Dollar an die Spitze der nordamerikanischen Kino-Charts gelangen, wohingegen sein Vorgänger innerhalb dieses Zeitraums noch 74 Millionen US-Dollar einspielen konnte. Hierzulande sahen rund eine Million Zuschauer den Film innerhalb der ersten Tage, wodurch er mehr als zehn Millionen Euro einspielen und sich an die Spitze der deutschen Kino-Charts drängen konnte. Auch im Vereinigten Königreich konnte der Film am Startwochenende an die Spitze der Kino-Charts gelangen und mit einem Einspielergebnis von 12,32 Millionen Pfund Sterling, umgerechnet rund 13,85 Millionen Euro, den zweitbesten Filmstart des Jahres markieren. Mit rund 630.000 Zuschauern und 6,5 Millionen Euro Umsatz dominierte der Film auch am zweiten Wochenende die deutschen Kino-Charts, während er im nordamerikanischen Raum am verlängerten Thanksgiving-Wochenende mit einem Einspielergebnis von 42,9 Millionen US-Dollar auf Rang vier der Kino-Charts landete. In der dritten Woche verlor der Film in den deutschen Kinos die Spitzenposition und konnte mit 385.000 verkauften Kinotickets den zweiten Platz erreichen. Die weltweiten Einnahmen des Films aus Kinovorführungen belaufen sich auf rund 653,76 Millionen US-Dollar, von denen er allein 159,56 Millionen im nordamerikanischen Raum einspielen konnte. Dadurch befindet er sich auf Platz 10 der erfolgreichsten Filme des Jahres 2018.
In Deutschland sahen 3.880.723 Besucher den Film, durch die er 38,87 Millionen Euro erwirtschaften konnte und sich auf Platz 1 der Jahres-Charts 2018 befindet.

### Auszeichnungen (Auswahl)
Anfang Dezember 2018 wurde bekannt, dass sich der Film in der Vorauswahl für die Oscarverleihung 2019 in der Kategorie Beste visuelle Effekte befinde. Ebenso befinde er sich in einer Shortlist in der Kategorie Beste Filmmusik. Im Folgenden weitere Nominierungen und Auszeichnungen.
Art Directors Guild Awards 2019
- Nominierung in der Kategorie Fantasy Film (Stuart Craig)[68]

British Academy Film Awards 2019
- Nominierung für die Besten visuellen Effekte (Tim Burke, Andy Kind, Christian Manz & David Watkins)
- Nominierung für das Beste Szenenbild (Stuart Craig & Anna Pinnock)[69]

Golden Trailer Awards 2018
- Auszeichnung in der Kategorie Best Fantasy Adventure[70]

Golden Trailer Awards 2019
- Nominierung für den Besten Trailer eines Fantasy-Abenteuerfilms
- Nominierung für den Besten Home-Entertainment-Trailer eines Fantasy-Abenteuerfilms
- Nominierung für das Beste Filmposter eines Fantasy-Abenteuerfilms[71]

Europäischer Filmpreis 2019
- Nominierung für den Publikumspreis[72]

Satellite Awards 2018
- Nominierung für die Besten Kostüme (Colleen Atwood)
- Nominierung in der Kategorie Art Direction and Production Design
- Nominierung für die Besten visuellen Effekte[73]

Saturn-Award-Verleihung 2019
- Nominierung als Bester Fantasyfilm

Teen Choice Awards 2019
- Nominierung als Choice Sci-Fi/Fantasy Movie
- Nominierung als Choice Sci-Fi/Fantasy Movie Actress (Katherine Waterston)
- Nominierung als Choice Movie Villain (Johnny Depp)[74]

## Synchronisation
Die deutsche Synchronisation entstand unter der Dialogregie von Solveig Duda nach einem Dialogdrehbuch von Tobias Neumann im Auftrag der FFS Film- & Fernseh-Synchron GmbH.
| Darsteller               | Synchronsprecher   | Rolle                  |
| ------------------------ | ------------------ | ---------------------- |
| Eddie Redmayne           | Timmo Niesner      | Newt Scamander         |
| Katherine Waterston      | Yvonne Greitzke    | Tina Goldstein         |
| Alison Sudol             | Kathrin Hanak      | Queenie Goldstein      |
| Dan Fogler               | Thomas Wenke       | Jacob Kowalski         |
| Ezra Miller              | Patrick Baehr      | Credence Barebone      |
| Claudia Kim              | Laura Maire        | Nagini                 |
| Johnny Depp              | David Nathan       | Gellert Grindelwald    |
| Zoë Kravitz              | Lea Kalbhenn       | Leta Lestrange         |
| Callum Turner            | Patrick Roche      | Theseus Scamander      |
| William Nadylam          | Martin Halm        | Yusuf Kama             |
| Jude Law                 | Alexander Brem     | Albus Dumbledore       |
| Ingvar Eggert Sigurðsson | Michael Roll       | Grimmson               |
| Kevin Guthrie            | Tim Schwarzmaier   | Abernathy              |
| Poppy Corby-Tuech        | Sandrine Famin     | Vinda Rosier           |
| David Sakurai            | Leonard Hohm       | Krall                  |
| Brontis Jodorowsky       | Alexander Pelz     | Nicolas Flamel         |
| Victoria Yeates          | Sophie Rogall      | Bunty                  |
| Daniele Hugues           | Inez Günther       | Irma Dugard            |
| Derek Riddell            | Christian Weygand  | Torquil Travers        |
| Wolf Roth                | Wolf Roth          | Spielman               |
| Ólafur Darri Ólafsson    | Michael A. Grimm   | Skender                |
| Cornell John             | Christoph Jablonka | Arnold Guzman          |
| Carmen Ejogo             | Stephanie Kellner  | Seraphina Picquery     |
| Fiona Glascott           | Shandra Schadt     | Minerva McGonagall     |
| David Wilmot             | Tobias Lelle       | Portschlüssel-Anbieter |

## Fortsetzung
Der dritte Teil der Phantastische-Tierwesen-Reihe, Phantastische Tierwesen: Dumbledores Geheimnisse, sollte nach einigen Verzögerungen und Verschiebungen am 15. Juli 2022 in die US-amerikanischen Kinos kommen, wurde jedoch schließlich auf den 15. April 2022 vorverlegt.